# Зератул
Зерату́л (англ. Zeratul) — персонаж серии компьютерных игр StarCraft и игры-кроссовера Heroes of the Storm.

## Создание
Персонаж был создан Крисом Метценом из Blizzard Entertainment на основе концептов, созданных другими художниками Blizzard, такими как Сэмвиз Дидьер.
Крис Метцен упомянул, что Джек Ритсчел умер во время разработки игры, и, таким образом, Фред Таташор стал новым голосовым актёром.
Таташор описал Зератула как невероятного персонажа, своеобразного «Дарта Вейдера», и одного из лучших персонажей, которых он когда-либо играл.

## Биография
Зератул — 638-летний Тёмный Тамплиер. Как и предков всех тёмных тамплиеров, его изгнали с родной планеты за отказ следовать учению Кхала. Хотя он и ненавидит Конклав Протоссов за это, он всегда благородно поступает по отношению к своим бывшим братьям.

### На планете Чар
Зератул провёл много десятилетий вдали от Шакураса на заданиях, включая наблюдение за протоссами Айура. Он с небольшим отрядом прилетел на псионический зов Сары Керриган на планету Чар. Пока он находился там он встретил Вершителя (англ. Executor) Тассадара, непредубеждённого члена Касты Тамплиеров.
Объединенив усилия, они спрятались от зергов. После перерождения заражённой Керриган, Тассадар отвлёк её на время, достаточное для того, чтобы Зератул смог убить Зашжа, главу Роя зергов Гарм. Это убийство создало связь между Зератулом и Сверхразумом Зергов, которая позволила Зератулу узнать о планах Сверхразума, а Сверхразуму узнать местонахождение родины протоссов — Айура, так же могла быть передана и другая информация.
Керриган нанесла сокрушительный удар по протоссам на Чаре. Во время битвы Зератул и Керриган смогли «обменяться любезностями». Зератул предсказал ей: «Ваше прибытие было предсказано… Вы — часть кульминации. Но не конец её. Вы должны показать путь, путь который должен быть выбран, путь недействующих уже более старых истин. Ты не играешь решающей роли, но само твоё существование указывает на то, что должно быть сделано».
Тассадар вырвался на орбитальную платформу над планетой Чар, в то время как Зератул с небольшой группой тёмных тамплиеров был заперт в бункере Терранов.

#### Спасение
Тассадар освободил его, и вместе они улетели на Айур, где встретили Феникса и возглавили восстание против Конклава Протоссов, который препятствовал их борьбе против зергов. Конклав назвал всех кто сотрудничает с тёмными Тамплиерами врагами Конклава. Когда Тассадар сдался Конклаву, Зератул исчез, но затем провёл операцию по его спасению. С Алдарисом у них состоялся сложный разговор, в котором он обнаружил свои поразительные знания о вселенной.

### Смерть Сверхразума
Следующий поступок Зератула изменил лицо Айура. Он убил ещё двоих наместников Сверхразума, благодаря чему два роя зергов вышло из-под контроля. Это ослабило защиту вокруг Сверхразума для того, чтобы войска Тассадара смогли приблизиться к нему.
После того как протоссы победили зергов, Сверхразум предпринял попытку сбежать. Тассадар пожертвовал собой для того, чтобы уничтожить его, используя специальную технику, которой его обучил Зератул.

### Тёмное Убежище
Зерги пронеслись через весь Айур, уничтожив 70 % населения. Зератул решил, что протоссы должны покинуть Айур и попасть на Шакурас через Портал. Алдарис неохотно согласился. Зератул персонально отвёл беглецов к порталу, где их ждали Феникс и командир Терранов, Джим Рейнор, который помог протоссам уничтожить Сверхразум. Они остались защищать портал снаружи.

#### Опасный Союзник
На Шакурасе, Зератул встретился с Матриархом Рашжагал и получил указание объединиться с Керриган и найти кристаллы Урай и Кхалис, которые смогли бы активировать храм Зел’Нага и уничтожить зергов, которые проследовали за ними в портал. Из-за вторжения зергов, портал был закрыт и это было катастрофическое решение.
Зератул наставлял юного Претора Артаниса на путь гуманности, но сам не участвовал в его операциях. По его возвращении он застал Шакурас в состоянии разорения. Алдарис обнаружил, что заражённая Керриган каким-то способом смогла управлять разумом Рашжагал. В то время, как Зератул и Рашжагал направили свои силы на уничтожение Алдариса, Зератул чувствовал, что Алдарис был прав из-за странных и резких приказов Рашжагал. Его опасения подтвердились, когда Керриган появилась в момент разговора с Алдарисом и убила его.

### Ярость Зел’Нага
Зератул персонально доставил Кхалис в храм Зел’Нага и вместе с Артанисом они смогли активировать его.
Зератулу нужно было выполнить секретное задание на Айуре, (см. StarCraft: Enslavers II), но он не смог связаться с Джимом Рейнером и Фениксом, чтобы предупредить их о предательстве Керриган.

### Предательство Керриган
Далее Зератул появляется в момент, когда Керриган похищает Рашжагал с Шакураса, в решительной атаке на планету, защищаемую храмом Зел’Нага. Керриган предлагает Тёмному прелату сделку: Зератул убивает второй Сверхразум в обмен на Рашжагал. У Зератула не было выбора, он уничтожил новый Сверхразум, но Керриган не выполнила свою часть сделки. Матриарх находилась под полным контролем Керриган и отказалась возвращаться. Чуть позже Тёмному тамплиеру удалось похитить Рашжагал из стана зергов.
Зератул поместил её в стазис-камеру, где он ждал пространственного призыва, который занял бы некоторое время. Увы, этого времени было достаточно, чтобы Керриган смогла победить его войска, но это вынудило её разместить большинство своих войск на планете Чар, далеко от космических платформ на орбите, первой линии её обороны. В мучении, Зератул разбивает стазис-камеру и убивает Матриарха. В предсмертных мыслях, Рашжагал сделала Зератула лидером темных тамплиеров.
Зератул: «Будь ты проклята, Керриган, за то, что мне придётся сделать!»
Рашжагал: «Спасибо, Зератул… что освободил меня от её власти. Ты всегда верно служил мне… Прошу тебя… позаботься о моём племени… В твоих руках... будущее нашего народа...»
Керриган: «Глазам не верю! Ты убил своего матриарха?!»
Зератул: «Уж лучше смерть, чем участь твоей рабыни, Керриган.»
Несмотря на все, Керриган отпустила Зератула, мотивировав это, что ей будет достаточно знать, что каждая минута для Зератула отныне будет мучительной, и лучшей мести она не может себе представить.

### Темное Происхождение
Зератул скрылся с небольшим отрядом, потому как Керриган уничтожила большинство его войск. Он попытался найти Артаниса или других протосских воинов, но попытка оказалась неудачной. Вместо этого он обнаружил темную луну, похожую на Браксис, с признаками присутствия энергии протоссов.
На луне он сражается с наемниками терранов и спасает несколько заключенных протоссов, включая архонта. Также он обнаруживает, что над зергами производятся эксперименты по созданию гибридов зерга и протосса. Ещё больше он удивляется, когда Самир Дюран называет себя организатором этого Великого Эксперимента, несмотря на прежний статус одного из Роя Зергов.
Дюран говорит Зератулу, что Керриган не имеет отношения к этому эксперименту, «хотя её перерождение и ускорило процесс». Дюран также говорит ему, что является «слугой куда большей силы». Зератул чувствует, что эти гибриды несут угрозу, и Дюран соглашается, говоря «это существо — завершение цикла. Его роль в космическом порядке была предопределена ещё когда звезды были молоды. Перед вами кульминация вашей истории». Его приход «изменит вселенную… навсегда.»
Зератул атакует гибрида, что является естественной реакцией, так как все это вызывает в нём отвращение.
Зератул покидает луну, обеспокоенный и не способный передать другим протоссам то, что он узнал. Зератул и Джим Рейнор исчезли, уйдя разными путями, и с тех пор ничего о них не было слышно.

## Зератул в StarCraft II
В игре StarCraft II Wings of Liberty Зератулу посвящено 4 миссии и несколько связанных с ними роликов (один из них — CG, ставшей трейлером к игре до её выхода). Зератул тайно является Джиму Рейнору на крейсере Гиперион и передает ему устройство, хранящее память о его (Зератула) путешествии. Смотря записи в кристалле, Джим переживает все, что произошло с тёмным тамплиером — а именно, он получил страшное пророчество о том, что близится конец света и что древний зел-нага Амун, причастный к созданию зергов и протоссов, собирается погубить их и с ними существенную часть всего мироздания. В своем путешествии Зератул спасает трех бессмертных протосских мудрецов запретной планеты Закуул и посещает разлагающееся тело Сверхразума зергов на Айуре, в результате чего и узнает подробности о том как предотвратить ужасное пророчество — ключом к спасению должна стать Керриган, Королева Клинков. И теперь, несмотря на то, что она является врагом главных героев, они понимают отчаянную необходимость сохранить ей жизнь.
В игре StarCraft II Heart of the Swarm Зератул встречается с Керриган и указывает ей на планету Зерус для «обретения силы» — по сути, для возвращения к облику Королевы Клинков. Зератул понимает, что при этом придется пожертвовать чувствами Джима Рейнора, но идет на эту жертву, чтобы повысить шанс Королевы Клинков выжить. Корабль Зератула, «Искатель Пустоты», улетает с планеты Зерус.
В игре StarCraft II Legacy of the Void Зератул является главным героем пролога — трех начальных миссий под названием «Предчувствие Тьмы». Многие рассчитывали, что он будет главным героем всей кампании, но эту роль разработчики внезапно и неожиданно для игроков отдали Артанису. В этой части он находит способ освободить протоссов от влияния падшего Зел-Нага Амуна, однако способ этот воистину ужасен — все протоссы должны отсечь свои нейронные узы, чтобы отсоединиться от Кхалы. В ходе игры Зератул спасает одержимого волей Амуна Артаниса, отрубив его нейронные узы, но оказывается убит одержимым Иерархом. Умирая, он рассыпается в пепел, оставляя после себя лишь свой клинок искривления и повязку, которая, подхваченная ветром, улетает вместе с прахом погибшего тамплиера. После Артанис горько раскаивается в содеянном и использует в бою пси-клинок Зератула наравне со своим на протяжении всей оставшейся кампании. Артанис признает Зератула величайшим героем протоссов наравне с Адуном и Тассадаром и произносит перед взятием Айура: «Эн таро Адун! Эн таро Тассадар! Эн таро Зератул!». После освобождения Айура и изгнания Амуна в Пустоту, Артанис отдаёт Зератулу последние почести и оставляет на надгробии тёмного прелата его пси-клинок.

## Воплощение в играх
На протяжении всех частей StarСraft где он является играбельным персонажем, Зератул представлен уникальным одноимённым юнитом ближнего боя. Как и обычные Темные Тамплиеры постоянно невидим. Он имеет увеличенные по сравнению с другими юнитами характеристики и вооружен уникальным клинком искривления Мастера, наносящим колоссальный урон в ближнем бою и способным уничтожить практически любого противника с двух-трех ударов. «Визитная карточка» этого персонажа — цифровой показатель урона в 100 единиц, что неизменно сохранялось до StarСraft II Legacy of the Void, где его урон был по неизвестным причинам снижен. Не имеет дальнобойных атак, но в трилогии StarСraft 2 способен телепортироваться на небольшие расстояния. Также во второй трилогии имеет уникальную способность «Узы Пустоты», помещающую в стазис любого противника.
В игре-кроссовере Heroes of the Storm является играбельным героем ближнего боя относящимся к классу Убийц. Постоянно замаскирован и может телепортироваться не снимая невидимость. Также в этой игре впервые получил способность наносящую урон на расстоянии. Как и в оригинале, имеет очень высокий урон от автоатак.

## Критика
GameSpot описал всех персонажей в StarCraft как трёхмерных, полных индивидуальности и сложности, но тем не менее, даже среди этого звездного состава Зератул выделяется как самый благородный из героев, хотя он окутан плащом тайны и отчужденности.
GameSpot поместила его в десятку лучших героев в компьютерных играх, описав его как «темного воина, который защищает свет» и «добровольного козла отпущения» для своих людей.